# Agriotes acuminatus
Agriotes acuminatus là một loài bọ cánh cứng trong họ Elateridae. Loài này được Stephens miêu tả khoa học năm 1830.

## Hình ảnh

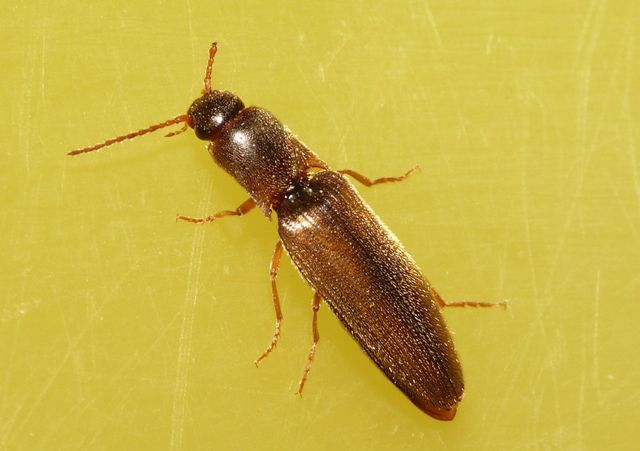